# Mamenchisauridae
Die Mamenchisauridae sind eine Gruppe sauropoder Dinosaurier, deren räumliche und zeitliche Verbreitung auf den Mittel- und Oberjura Chinas beschränkt ist. Diese vierbeinigen Pflanzenfresser zeigten die im Verhältnis längsten Hälse aller Sauropoden.

## Merkmale
Es handelte sich um mittelgroße bis große Sauropoden. Auffallend war der extrem lange, aus mindestens 17 und im Extremfall aus 19 Halswirbeln bestehende Hals. Der Schädel war im Verhältnis zum Körper sehr klein; derjenige des Mamenchisaurus war etwas länger und dünner als der des Camarasaurus und wies spatelförmige Zähne auf. Die Dornfortsätze der Rückenwirbel waren relativ niedrig, die Rippen waren stark verlängert. Schlüsselmerkmale der Gruppe waren außerdem die vier Kreuzbeinwirbel sowie die neunten und zehnten Rückenwirbel, die miteinander verschmolzen waren.

## Systematik
Die Sauropoden spalten sich in zwei spezialisierte Gruppen auf – die Diplodocoidea mit Formen wie Apatosaurus und Dicraeosaurus sowie die Macronaria mit Formen wie Brachiosaurus und Saltasaurus. Beide Gruppen werden als Neosauropoda zusammengefasst. Die Mamenchisauridae spaltet sich von der Stammlinie ab, die zu den Neosauropoda führt, wird also außerhalb selbiger klassifiziert und ist damit ursprünglicher. Zusammen mit den Neosauropoda und verschiedenen anderen ursprünglichen Gattungen bilden die Mamenchisauridae die Gruppe der Eusauropoda.

## Taxonomie
Das Taxon Mamenchisauridae wurden 1972 von den chinesischen Paläontologen Yang Zhongjian und Zhao Xijin aufgestellt. Anfangs enthielt es mit Mamenchisaurus lediglich eine einzige Gattung (monotypisch). Bis heute wurden Mamenchisaurus mindestens sieben verschiedene Arten zugeschrieben, die Gültigkeit vieler dieser Arten ist jedoch umstritten. So bemerken Paul Upchurch und Kollegen (2004), dass Mamenchisaurus ein „Papierkorp-Taxon“ sei – eine Gattung, der eine Vielzahl von Fossilmaterial zugeschrieben wird, ohne dass diese Zuordnungen hinreichend durch anatomische Merkmale untermauert wurden. So sei eine Neubearbeitung der Gattung nötig.
Bis heute wurden der Mamenchisauridae verschiedene weitere Gattungen zugeschrieben, diese Zuordnungen sind aber teils umstritten. Zu den anderen, häufig innerhalb der Mamenchisauridae geführten Gattungen zählen Chuanjiesaurus, Eomamenchisaurus, Tienshanosaurus, Tonganosaurus, Omeisaurus und Yuanmousaurus.
Mit Qijianglong wurde im Januar 2015 ein weiterer, besonders langhalsiger Mamenchisauridae aus China beschrieben.